# Hồ Lệ Thu
Tào Thế Lệ Thu là tên thật của nữ ca sĩ Hồ Lệ Thu, một nữ ca sĩ nhạc trẻ Việt Nam, hoạt động tại hải ngoại. Hiện cô đang sinh sống và làm việc tại Hoa Kỳ

## Tiểu sử[1]
Hồ Lệ Thu sinh ra tại Hà Nội. Cô bắt đầu đi hát từ rất sớm, và khi cô 10 tuổi, cô đã tham gia nhà văn hóa thiếu nhi quận 1, Thành phố Hồ Chí Minh. Nhiều nghệ sĩ khác, bao gồm Như Quỳnh và Phương Thanh, cũng tham gia câu lạc bộ này.
Thời niên thiếu, cô tham gia nhiều cuộc thi ca hát, và giành được nhiều giải thưởng ở Sài Gòn. Sau đó, cô tham gia một ban nhạc và bắt đầu đi hát.
Năm 1991, Hồ Lệ Thu đi thi Tiếng hát Truyền hình Thành phố Hồ Chí Minh. Tại cuộc thi, cô đạt giải Nhì.
Năm 1998, cô cùng với Kỳ Phương và Thúy Uyên lập ra nhóm nhac Techno và góp mặt trong những chương trình Làn Sóng Xanh đầu tiên.
Năm 1999, cô lấn sân sang lĩnh vực điện ảnh.
Năm 2000, cô sang Pháp định cư và được Trung tâm Thúy Nga mời tham dự. Cuốn Paris By Night 73 là cuốn Paris by Night đầu tiên Hồ Lệ Thu góp mặt.
HÒA THIÊN TÂM là quỹ từ thiện của Hồ Lệ Thu. Quỹ hỗ trợ các trẻ em nghèo và khuyết tật, giúp các em có một cuộc sống tốt đẹp hơn

## Sự nghiệp

### Album Solo
| Album #                                             | Theo dõi danh sách |
| --------------------------------------------------- | --- |
| Một Thoáng Hương Tình (TNCD 338)                    | 1. Trăng Cô Đơn (Nguyễn Duy An) 2. Con Tim Dại Khờ (Nguyễn Hoài Anh) 3. Tình Đến Tình Đi (Nguyễn Tuấn Khanh) 4. Xin Cho Anh Yêu (Vũ Quốc Việt) 5. Một Thoáng Hương Tình (Hoài An) 6. Sẽ Không Bao Giờ Quên (LV: Nhật Ngân) - hát với Vân Quỳnh 7. Cánh Chim Trên Sóng (Võ Thiện Thanh) 8. Anh Yêu Em (Lê Quang) 9. Lại Gần Hôn Em 10. Một lần Thôi (LV: Hoài An) 11. Dấu Yêu Ngày Xưa (Chương Đức) - hát với Nguyễn Hưng |
| Buồn Ơi, Chào Mi! (TNCD 386)                        | 1. Tiếng Mưa Rơi (Khánh Băng) 2. Nắng thủy tinh (Trịnh Công Sơn) 3. Chiều Nay Không Có Anh (Ngô Thụy Miên) 4. Hoài cảm (Cung Tiến) 5. Yêu Anh Vào Cõi Chết (Phạm Duy) 6. Xin Một Ngày Mai Có Nhau (Đức Huy) 7. Giáng Ngọc (Ngô Thụy Miên) 8. Sầu Đông (Khánh Băng) 9. Tình Đời (Minh Kỳ) - hát với Thái Châu 10. Buồn Ơi, Chào Mi! (Nguyễn Ánh 9) 11. Một Tình Yêu (Đức Huy) |
| Để Ta Say                                           | 1. Để Ta Say (Huỳnh Nhật Tân) 2. Em Vẫn Tin (LV: Hồ Lệ Thu) 3. Giờ Em Đã Biết (Minh Nhiên) 4. Huyết Lệ (Trương Lê Sơn) 5. Em Phải Nói Lời Chia Tay (Lê Quốc Dũng) 6. Đau Một Lần Rồi Thôi (Huy Cường) - hát với Thế Sơn 7. Quên Tôi Đi Nỗi Đau (Minh Nhiên) 8. Hãy Nói Với Em Lời Chia Tay (Minh Nhiên) 9. Thương Đời Hoa (Lê Dinh) 10. Mambo Yêu Thương (Ngọc Sơn) |
| Nhớ Giáng Sinh Xưa                                  | 1. Silent Night 2. Hai Mùa Noel (Trần Thiện Thanh) 3. Tình Người Ngoại Đạo (Phương Linh) 4. Bài Thánh Ca Buồn (Nguyễn Vũ) 5. Giáng Sinh Kỷ Niệm (Phạm Thị Ngọc Liên) 6. Lời Con Xin Chúa (Lê Kim Khánh) 7. Dư Âm Mùa Giáng Sinh (Ngân Giang) 8. Marry's Boy Child 9. Felliz Navida 10. Jingle Bell & Jingle Bell Rock |
| Giấc Mơ Tình Yêu                                    | # Cứ Lừa Dối Đi (Huỳnh Nhật Tân) 1. Giấc Mơ (Lê Quốc Dũng) 2. Hững Hờ (Huỳnh Nhật Tân) 3. Đắng Cay Lời Cuối (Minh Nhiên) 4. Hồ Lệ (Trương Lê Sơn) 5. Cuộc Tình Nghiệt Ngã (Lê Quốc Dũng) 6. Quay Lại Từ Đầu (Trương Lê Sơn) 7. Vị Ngọt Đôi Môi (Lê Hựu Hà) |
| Fly                                                 | 1. Để Ta Say (Huỳnh Nhật Tân) 2. Con Tim Dại Khờ (Nguyễn Hoài Anh) 3. Em Vẫn Tin (LV: Hồ Lệ Thu) 4. Cứ Lừa Dối Đi (Huỳnh Nhật Tân) 5. Come Back To Me (Huỳnh Nhật Tân) 6. Đến Đây Với Em (Huỳnh Nhật Tân) 7. Có Nhớ Đêm Nào (Khánh Băng) 8. Thôi (Y Vân) 9. Không 1 (Nguyễn Ánh 9) 10. Không 2 (Nguyễn Ánh 9) 11. Kim (Y Vân) |
| The best of Hồ Lệ Thu DVD Tiếng Hát Từ Trái Tim Yêu | 1. Đến Đây Với Em (Huỳnh Nhật Tân) 2. Khô Rồi Giọt Nước Mắt (Huỳnh Nhật Tân) 3. Đắng Cay Lời Cuối (Minh Nhiên) 4. Hãy Nói Với Em Lời Chia Tay (Minh Nhiên) 5. Quay Lại Từ Đầu (Trương Lê Sơn) 6. Cuộc Tình Nghiệt Ngã (Lê Quốc Dũng) 7. Come Back To Me (Huỳnh Nhật Tân) 8. Lời Gian Dối (Huỳnh Nhật Tân) 9. Say Đi (Huỳnh Nhật Tân) 10. Đừng Tìm Nhau Chi (Huỳnh Nhật Tân) 11. Tình Yêu Đó (Kenny Minh Sơn) 12. Hai Mùa Noel (Nguyễn Vũ) 13. Bài Thánh Ca Buồn (Nguyễn Vũ) 14. Để Ta Say (Huỳnh Nhật Tân) 15. Em Phải Nói Lời Chia Tay (Lê Quốc Dũng) 16. Huyết Lệ (Trương Lê Sơn) 17. Em Vẫn Tin (LV: Hồ Lệ Thu) - music video only |
| Say Đi                                              | 1. Nếu Ngày Ấy (Huỳnh Nhật Tân) 2. Tình Yêu Đó (Kenny Minh Sơn) 3. Lời Gian Dối (Huỳnh Nhật Tân) 4. Say Đi (Huỳnh Nhật Tân) 5. Đừng Tìm Nhau Chi (Huỳnh Nhật Tân) 6. Chờ (Lam Phương) 7. Khô Rồi Giọt Nước Mắt (Huỳnh Nhật Tân) 8. Vết Thù Trên Lưng Ngựa Hoang (Phạm Duy, Ngọc Chánh) |

### Phim
- Cánh Cửa Cuộc Đời
- Đất Lạ
- Long Xích Lô (vai Kim) (2002)
- Đâu Phải Vợ Người Ta
- Về Nhà Ăn Tết Đi Con (vai bà Năm Lựa) (2020)

### Các tiết mục biểu diễn trên sân khấu Trung tâm Thúy Nga
| STT | Tên tiết mục | Thể hiện với | Chương trình                 | Năm  |
| --- | --- | --- | ---------------------------- | ---- |
| 1   | Con Tim Khát Khao (LV: Hà Quang Minh)                                                                                                   | Bảo Hân | Paris By Night 73            | 2004 |
| 2   | Giọt Tình (Trần Huân) | solo | Paris By Night 73            | 2004 |
| 3   | Kiếp Cầm Ca (Huỳnh Anh) | solo | Paris By Night 74            | 2004 |
| 4   | Ngày Gió Và Cánh Diều (Tuấn Khanh) | Lương Tùng Quang | Paris By Night 75            | 2004 |
| 5   | Giọt Lệ Đã Phai (Lê Quang) | solo | Paris By Night 75            | 2004 |
| 6   | LK Ghé Bến Sài Gòn (Văn Phụng), Sài Gòn (Y Vân)                                                                                         | Như Quỳnh, Minh Tuyết, Loan Châu, Tâm Đoan, Bảo Hân, Như Loan, Hương Thủy | Paris By Night 75            | 2004 |
| 7   | Tình Đẹp Như Mơ (Lam Phương) | solo | Paris By Night 77            | 2005 |
| 8   | Lời Cảm Ơn (Ngô Thụy Miên, Hạ Đỏ Bích Phương)                                                                                           | Khánh Ly, Lệ Thu, Hoàng Oanh, Tuấn Ngọc, Khánh Hà, Như Quỳnh, Minh Tuyết, Bằng Kiều, Thu Phương, Lưu Bích, Nguyễn Hưng, Thủy Tiên, Bảo Hân, Lương Tùng Quang, Thế Sơn, Trần Thái Hòa, Quang Lê, Như Loan, Loan Châu, Tâm Đoan, Vân Quỳnh, Dương Triệu Vũ | Paris By Night 77            | 2005 |
| 9   | 9 Con Số, 1 Linh Hồn (Quốc Dũng) | solo | Paris By Night 78            | 2005 |
| 10  | Mộng Đẹp (Tùng Châu, Quốc Dũng) | Như Loan, Loan Châu | Paris By Night 79            | 2005 |
| 11  | Đau Một Lần Rồi Thôi (Huy Cường) | Thế Sơn | Paris By Night 79            | 2005 |
| 12  | Khiêu Vũ Bên Nhau (LV: Vũ Xuân Hùng) | Tommy Ngô, Lương Tùng Quang, Dương Triệu Vũ, Lynda Trang Đài, Tú Quyên, Bảo Hân, Tâm Đoan, Minh Tuyết | Paris By Night 79            | 2005 |
| 13  | Cánh Bướm Vườn Xuân (LV: Phạm Duy) | solo | Paris By Night 80            | 2006 |
| 14  | LK Xuân Vui Ca (Nguyễn Hiền), Chúc Mừng Xuân (Thanh Sơn)                                                                                | Bảo Hân, Như Loan, La Sương Sương, Minh Tuyết, Tâm Đoan, Ngọc Liên, Tú Quyên | Paris By Night 80            | 2006 |
| 15  | Maria Magdalena (LV: Hoài An) | solo | Paris By Night 81            | 2006 |
| 16  | Người Cho Em Biết Cô Đơn (Tùng Châu, Thái Thịnh)                                                                                        | solo | Paris By Night 82            | 2006 |
| 17  | Tình Yêu Đến Trong Giã Từ (Nguyễn Ánh 9)                                                                                                | solo | Paris By Night 83            | 2006 |
| 18  | Nhớ Anh Đêm Nay (Ngọc Sơn) | Nguyễn Hưng | Paris By Night 84            | 2006 |
| 19  | Những Bước Chân Âm Thầm (Y Vân, Kim Tuấn)                                                                                               | Minh Tuyết, Loan Châu, Thanh Trúc, Bảo Hân, Như Loan, Tú Quyên, Trúc Lam, Trúc Linh, Shayla Kim | Paris By Night 84            | 2006 |
| 20  | Gió Mùa Xuân Tới (Hoàng Trọng) | Bảo Hân | Paris By Night 85            | 2007 |
| 21  | LK Chiều Xuân, Thì Thầm Mùa Xuân (Ngọc Châu)                                                                                            | Loan Châu, Hương Thủy, Như Loan, Minh Tuyết, Tâm Đoan, Tú Quyên, Hà Phương, Thanh Trúc, Bảo Hân | Paris By Night 85            | 2007 |
| 22  | Em Vẫn Tin (LV: Hồ Lệ Thu) | solo | Paris By Night 89            | 2007 |
| 23  | Em Vẫn Tin (LV: Hồ Lệ Thu) - MTV version                                                                                                | solo | Paris By Night 89            | 2007 |
| 24  | Cô Gái Việt (Hùng Lân) | Tâm Đoan, Minh Tuyết, Loan Châu, Thanh Trúc, Ngọc Liên, Quỳnh Vi, Hương Giang, Tú Quyên, Hương Thủy, Bảo Hân, Như Loan | Paris By Night 90            | 2007 |
| 25  | Thương Đời Hoa (Lê Dinh) | solo | Paris By Night 90            | 2007 |
| 26  | LK Đêm Đô Thị, Sài Gòn (Y Vân) | Bảo Hân, Thùy Vân | Paris By Night 91            | 2008 |
| 27  | Tôi Yêu (Trịnh Hưng) | Thanh Trúc, Như Loan | Paris By Night 91            | 2008 |
| 28  | LK Trái Tim Lầm Lỡ (LV: Khúc Lan), Như Là Tình Yêu (Tuấn Khanh)                                                                         | Như Loan, Thùy Vân | Paris By Night 92            | 2008 |
| 29  | LK Ngày Chia Tay, Tiếc Thương (Quốc Hùng)                                                                                               | Lưu Việt Hùng | Paris By Night 92            | 2008 |
| 30  | Mambo Yêu Thương (Ngọc Sơn) | solo | Paris By Night 93            | 2008 |
| 31  | Hãy Cho Tôi Ngày Mai (Hoài An, Võ Hoài Phúc)                                                                                            | Dương Triệu Vũ, Trịnh Lam, Lương Tùng Quang, Minh Tuyết, Bảo Hân | Paris By Night 94            | 2008 |
| 32  | Nếu Chỉ Còn Một Ngày Để Sống (Hoài An)                                                                                                  | Khánh Ly, Khánh Hà, Bằng Kiều, Thế Sơn, Don Hồ, Trần Thái Hoà, Minh Tuyết, Quang Lê, Mai Thiên Vân, Hương Thủy, Trúc Lam, Trúc Linh, Tú Quyên, Dương Triệu Vũ, Quỳnh Vi, Ngọc Liên, Lương Tùng Quang, Lưu Việt Hùng, Nguyệt Anh, Hương Giang | Paris By Night 95            | 2009 |
| 33  | LK Nhạt Nắng (Xuân Lôi, Y Vân), Biển Nhớ (Trịnh Công Sơn)                                                                               | Minh Tuyết, Tú Quyên, Quỳnh Vi, Trúc Lam, Trúc Linh, Ngọc Liên, Hương Thủy, Như Loan, Bảo Hân, Thùy Vân, Thanh Hà, Nguyệt Anh, Lynda Trang Đài | Paris By Night 95            | 2009 |
| 34  | Huyết Lệ (Trương Lê Sơn) | solo | Paris By Night 95            | 2009 |
| 35  | LK Paris By Night Top Hits | Bảo Hân, Lương Tùng Quang, Trịnh Lam, Quỳnh Vi, Dương Triệu Vũ, Như Loan, Minh Tuyết, Lưu Bích, Nguyễn Hưng, Don Hồ, Thế Sơn | Paris By Night 96            | 2009 |
| 36  | Một Mai Nếu Em Đi (LV: Lê Xuân Trường)                                                                                                  | Nguyễn Hưng | Paris By Night 96            | 2009 |
| 37  | Đoàn Lữ Nhạc (Đỗ Nhuận) | solo | Paris By Night 97            | 2009 |
| 38  | Chuyến Bay Hạnh Phúc (Hoài An) | Lưu Bích, Bảo Hân, Tú Quyên, Thủy Tiên, Nguyệt Anh, Như Quỳnh, Như Loan, Ngọc Anh, Hương Thủy, Quỳnh Vi, Minh Tuyết | Paris By Night 98            | 2009 |
| 39  | Thu Đến Bao Giờ (Lam Phương) | solo | Paris By Night 98            | 2009 |
| 40  | Tình Ca (Phạm Duy) | Như Quỳnh, Mai Thiên Vân, Ngọc Anh, Nguyệt Anh, Hương Thủy, Hương Giang, Quỳnh Vi, Thế Sơn, Trần Thái Hòa, Quang Lê, Trịnh Lam | Paris By Night 99            | 2010 |
| 41  | Cứ Lừa Dối Đi (Huỳnh Nhật Tân) | solo | Paris By Night 99            | 2010 |
| 42  | Thương Nhau Ngày Mưa (Nguyễn Trung Cang)                                                                                                | Như Quỳnh, Thanh Hà, Minh Tuyết, Lưu Bích, Thủy Tiên, Như Loan, Ngọc Anh | Paris By Night Divas         | 2010 |
| 43  | Hững Hờ (Huỳnh Nhật Tân) | solo | Paris By Night Divas         | 2010 |
| 44  | LK Tình Chết Theo Mùa Đông (Lam Phương), Vết Thương Cuối Cùng (Diên An)                                                                 | Lương Tùng Quang | Paris By Night 100           | 2010 |
| 45  | Vị Ngọt Đôi Môi (Tùng Châu, Lê Hựu Hà)                                                                                                  | solo | Paris By Night 100 VIP Party | 2010 |
| 46  | Những Kiếp Hoa Xuân (Anh Bằng) | solo | Paris By Night 101           | 2011 |
| 47  | Tình Nghĩa Đôi Ta Chỉ Thế Thôi (Lam Phương)                                                                                             | solo | Paris By Night 102           | 2011 |
| 48  | Chén Đắng (Trương Lê Sơn) | solo | Paris By Night 103           | 2011 |
| 49  | LK Xin Đừng Trách Đa Đa (Võ Đông Điền), Mưa Trên Phố Huế (Minh Kỳ, Tôn Nữ Thụy Khương), Em Đi Chùa Hương (Trung Đức, Nguyễn Nhược Pháp) | Kỳ Phương Uyên, Hạ Vy, Ánh Minh, Hương Giang, Minh Tuyết, Mai Thiên Vân, Diễm Sương, Hương Thủy, Lam Anh, Như Quỳnh, Bảo Hân, Châu Ngọc, Như Loan, Tóc Tiên, Thu Phương | Paris By Night 109           | 2013 |
| 50  | Trong Cơn Say (Phúc Trường) | Trịnh Lam | Paris By Night 109           | 2013 |
| 51  | Hát Mãi Bài Tình Ca (Thái Thịnh) | Minh Tuyết, Như Loan, Tóc Tiên, Như Quỳnh, Don Hồ, Mai Thiên Vân, Hạ Vy, Mạnh Quỳnh, Hương Thủy, Quang Lê, Ngọc Hạ, Trần Thái Hòa, Thế Sơn, Châu Ngọc, Kỳ Phương Uyên, Mai Tiến Dũng, Quỳnh Vi, Trịnh Lam, Lương Tùng Quang, Diễm Sương, Duy Trường, Khánh Lâm, Tommy Ngô, Lynda Trang Đài, Đình Bảo, Ánh Minh, Hương Giang, Anh Tú, Thiên Tôn, Ý Lan, Ngọc Anh, Thu Phương, Giang Tử, Hương Lan, Thái Châu, Quang Dũng, Nguyễn Hưng, Thanh Hà, Lưu Bích, Tuấn Ngọc, Khánh Hà, Dương Triệu Vũ, Lam Anh, Bằng Kiều, Họa Mi, Elvis Phương | Paris By Night 109           | 2013 |
| 52  | Bài Tango Cho Em (Lam Phương) | solo | Paris By Night 109 VIP Party | 2013 |
| 53  | Để Ta Say (Huỳnh Nhật Tân) | solo | VSTAR 2013 - Chung Kết       | 2014 |
| 54  | LK Người Cho Em Biết Cô Đơn & Xin Dành Trọn Cho Em (Tùng Châu, Thái Thịnh)                                                              | Trúc Lam, Trúc Linh, Diễm Sương, Như Loan, Quỳnh Vi, Kỳ Phương Uyên | Paris By Night 136           | 2024 |
| 55  | Xin Dìu Nhau Đến Tình Yêu (Đỗ Kim Bảng)                                                                                                 | solo | Paris By Night 137           | 2024 |

#### Chương trình Thúy Nga Music Box
| STT | Tên bài hát                   | Thể hiện với      | Chương trình           | Năm  |
| --- | ----------------------------- | ----------------- | ---------------------- | ---- |
| 1   | Yêu Dại Khờ (Quang Huy)       | Nguyễn Hồng Nhung | Thúy Nga Music Box #60 | 2025 |
| 2   | Đêm Định Mệnh (Trương Lê Sơn) | solo              | Thúy Nga Music Box #60 | 2025 |
| 3   | Hiu Hắt Đời Nhau (Lê Vũ)      | solo              | Thúy Nga Music Box #60 | 2025 |
| 4   | Đừng Thương Tôi (Thái Thịnh)  | solo              | Thúy Nga Music Box #60 | 2025 |
| 5   | Chờ Một Tiếng Yêu (Lê Hựu Hà) | Nguyễn Hồng Nhung | Thúy Nga Music Box #60 | 2025 |